# Blacklight
Blacklight és una pel·lícula de thriller d'acció de 2022 dirigida i co-escrita per Mark Williams. El repartiment l'encapçala Liam Neeson, que interpreta un col·laborador de l'FBI que s'involucra en una conspiració governamental, juntament amb Emmy Raver-Lampman, Taylor John Smith i Aidan Quinn.
Es va estrenar l'11 de febrer de 2022 als Estats Units. Ha estat subtitulada al català.

## Sinopsi
Travis Block, un agent del govern a l'ombra que s'especialitza a eliminar operatius amb les cobertures exposades, descobreix una conspiració mortal dins de les seves pròpies files que arriba als nivells més alts del poder.

## Repartiment
- Liam Neeson com a Travis Block
- Emmy Raver-Lampman com a Mira Jones
- Taylor John Smith com a Dusty Crane
- Aidan Quinn com a Gabriel Robinson
- Claire van der Boom com a Amanda Block
- Yael Stone com a Helen Davidson
- Tim Draxl com a Drew Hawthorne
- Georgia Flood com a Pearl
- Melanie Jarnson com a Sofia Flores
- Andrew Shaw com a Jordan Lockhart
- Zac Lemons com a Wallace
- Gabriella Sengos com a Natalie Block
- Daniel Turbill com a Running Man